# جيرترود دايفيد
جيرترود دايفيد (بالألمانية: Gertrud David)‏ (و. 1872 – 1936 م) هي منتجة أفلام، وصحفية، وكاتبة سيناريو، وناشطة حق تصويت المرأة ألمانية، ولدت في لايبزيغ، توفيت في برلين، عن عمر يناهز 64 عاماً.

## وصلات خارجية
- جيرترود دايفيد على موقع IMDb (الإنجليزية)
- جيرترود دايفيد على موقع قاعدة بيانات الفيلم (الإنجليزية)
- جيرترود دايفيد على موقع كينوبويسك (الروسية)

- جيرترود دايفيد في قاعدة بيانات الأفلام على الإنترنت